# Richard Plantagenet, 3. hertug af York
|  | Om andre betydninger, se Richard 3. (flertydig). |
Richard, 3. hertug af York (21. september 1411 – 30. december 1460) eller Richard Plantagenet var en ledende engelsk stormand, oldebarn af kong Edvard 3. gennem sin far, og tiptipoldebarn af samme konge gennem sin mor. Han arvede store godser og gjorde tjeneste i forskellige embeder i Irland, Frankrig og England, et land han i sidste ende regerede som Lord Protector under kong Henrik 6.'s sindssyge.
Hans konflikter med Henriks hustru, Margrete af Anjou, og andre medlemmer af Henriks hof samt hans omstridte krav på tronen var en afgørende faktor i den politiske krise i midten af det 15. århundredes England og en vigtig årsag til Rosekrigene. Richard forsøgte at tage Englands trone, men blev talt fra det, dog blev det aftalt, at han ville blive konge ved Henriks død. Men få uger efter at have opnået denne aftale, døde han i kamp. To af hans sønner, Edvard 4. og Richard 3., besteg senere tronen.

## Herkomst
Richard af York blev født den 22. september 1411, søn af Richard, jarl af Cambridge (1385-1415) og hustru Anne Mortimer (1388-1411). Begge hans forældre nedstammede fra kong Edvard 3. af England (1312-1377): Hans far var søn af Edmund, 1. hertug af York (grundlægger af Huset York), fjerde overlevende søn af Edvard 3., mens hans mor Anne Mortimer var et oldebarn af Lionel af Antwerpen, 1. hertug af Clarence, Edvards anden søn. Efter Annes barnløse bror Edmund, jarl af Marchs død i 1425, gav denne herkomst hendes søn Richard af Huset York krav på den engelske trone, der på papiret var bedre end det regerende Huset Lancasters, idet det nedstammede fra Johan af Gent, den tredje søn af Edvard 3.
Richard havde en én søster, Isabella. Richards mor, Anne Mortimer, døde under eller kort efter hans fødsel, og hans far jarlen af Cambridge blev halshugget i 1415 for sin rolle i Southampton sammensværgelsen mod Lancaster-kongen Henrik 5. Få måneder efter sin fars død blev Richards barnløse onkel, Edvard, 2. hertug af York, dræbt i Slaget ved Agincourt i 1415, og derfor arvede Richard Edvards titel og landbesiddelser og blev den 3. hertug af York. Den mindre titel, men større godser fra Mortimer-familien, sammen med dens krav på tronen, fik han også ved sin morbror Edmund, 5. jarl af Marchs død i 1425.
Richard af York havde allerede et stærkt krav på den engelske trone, idet han var Edvard 3. nærmeste blodsslægtning, samtidig med han også var relateret til den samme konge i en direkte mandlig tronfølge. Da han arvede de store Mortimer-godser, blev han også den rigeste og mest magtfulde adelsmand i England, kun efter kongen selv. Et regnskab viser, at Yorks nettoindkomst fra walisiske og besiddelser op til den walisiske grænse alene var 3.430 £ (ca. 350.000 £ i dag) i året 1443–44.

## Barndom og opvækst
Efter jarlen af Cambridges henrettelse blev Richard en kronens myndling. Idet han var forældreløs, blev hans ejendom forvaltet af kongens embedsflok. På trods af hans fars sammensværgelse mod kongen og hans farlige herkomst (der tidligere var som samlingspunkt for fjender af Huset Lancaster) fik Richard lov til at arve sine familiebesiddelser uden nogen juridiske begrænsninger. Hans betydelige landbesiddelser som hertug af York betød, at hans formynderskab var en værdifuld gave for kronen, og i december 1423 blev den solgt til Ralph Neville, 1. jarl af Westmorland.
Der er nedskrevet lidt om Richards tidlige liv. Som en kongelig myndling blev han i 1416 underlagt medlemmet af Lancaster-følget sir Robert Watertons formynderskab, og under hans vejledning holdt han til 1423 lav offentlig profil. Derefter blev York som myndling under jarlen af Westmorland opdraget hos familien Neville til han blev myndig. Jarlen var far til en stor familie og havde mange døtre, der havde brug for ægtemænd. Da det var hans ret, forlovede han den 13-årige Richard med sin niårige datter Cecily Neville i 1424. Ægteskabet fra oktober 1429, betød, at Richard nu var beslægtet med en stor del af Englands mægtigste aristokrati, hvoraf mange medlemmer selv havde giftet sig ind i Neville-familien. I oktober 1425, da Ralph Neville døde, testamenterede han Yorks formynderskab til sin enke, Joan Beaufort.  Nu var formynderskabet endnu mere værdifuldt, da Richard havde arvet de store Mortimer-godser ved jarlen af Marchs død.
I de næste par år blev York trukket tættere ind i kredsen omkring den unge konge. Den 19. maj 1426 blev han slået til ridder i Leicester af Johan, hertug af Bedford, yngre bror til kong Henrik 5. Han var til stede ved kroningen af kong Henrik 6. den 6. november 1429 i Westminster Abbey, og den 20. januar 1430 optrådte han som Rigskonstabel af England under en duel i nærværelse af kongen i Smithfield. Han fulgte derefter med Henrik til Frankrig, idet han var med ved hans kroning som konge af Frankrig i Notre-Dame i 1431. Endelig den 12. maj 1432 blev han myndig og fik fuld kontrol over sine godser. Den 22. april 1433 blev York slået til ridder Hosebåndsordenen.

## Krig i Frankrig
Da York var blevet myndig, blev han en del af englændernes bestræbelse på at forsvare deres erobringer i Frankrig under Hundredårskrigen. I foråret 1434 deltog York på et storrådsmøde i Westminster, der forsøgte at forlige kongens onkler, hertugerne af Bedford og Gloucester (lederne af regentstyret) om uenigheder om krigsførelsen i Frankrig. Henrik 5.'s erobringer i Frankrig kunne ikke opretholdes for evigt, da England enten havde brug for at erobre mere territorium for at sikre permanent fransk underordning eller at afgive territorium for at opnå en forhandlingsløsning. Mens Henrik 6. var mindreårig, udnyttede hans råd den fransk svaghed og alliancen med Burgund til at øge Englands besiddelser, men efter Arrastraktaten i 1435 ophørte Burgund med at anerkende den engelske konges krav på den franske trone.
I maj 1436, få måneder efter Bedfords død, blev York udnævnt til at efterfølge ham som hærfører for de engelske styrker i Frankrig. Yorks var én i en række af stedfortrædere efter Bedfords død, der søgte at bevare franske besiddelser til den unge konge Henrik 6. kunne begynde at regere personligt. Hans reelle afgang blev forsinket af uenigheder om vilkårene i hans kontrakt. I stedet for at modtage de samme beføjelser, som Bedford havde haft som "regent", blev York tvunget til at nøjes med en mindre rolle som "generalløjtnant og guvernør", hvorved han ikke fik lov til at udpege vigtige finansielle og militære embedsmænd.
York landede i Frankrig den 7. juni 1436 og gik i land i Honfleur. Det var hertugens første militære lederskab. Paris' fald (hans oprindelige destination) førte til, at hans hær blev omdirigeret til Rouen. I samarbejde med Bedfords kaptajner fik York en vis succes og genvandt mange tabte områder i Normandiet samtidigt med, at der blev etableret orden og justits i hertugdømmet. Felttoget blev hovedsageligt gennemført af Lord Talbot, en af de førende engelske kaptajner, men York spillede også en rolle i at standse og slå de franske tilbage, ved at genindtage Fécamp og en række byer i Pays de Caux.
Han var imidlertid utilfreds med de betingelser, som han blev udnævnt på, da han måtte finde mange af midlerne til at betale sine tropper og andre udgifter fra sine egne godser. York var ivrig efter at forlade Frankrig, så snart hans oprindelige tolv måneder lange udnævnelse udløb, men han blev beordret til at forblive til hans efterfølger, Richard Beauchamp, 13. jarl af Warwick, ankom, og han vendte først tilbage til England i november 1437. På trods af Yorks stilling som en af rigets førende adelsmænd blev han ikke en del af Henrik 6.'s råd, da han vendte tilbage.

## I Frankrig igen
Henrik 6. henvendte sig til York igen i 1440 efter mislykkede fredsforhandlinger. Han blev genudnævnt til kongens stedfortræder i Frankrig den 2. juli, med de samme beføjelser, som Bedford havde haft. Som i 1437 kunne York regne med Bedfords støtters loyalitet, herunder sir John Fastolf, sir William Oldhall og sir William ap Thomas. Han blev lovet en årlig indkomst på 20.000 £ for at støtte ham. Hertuginde Cecily fulgte med ham til Normandiet, og hans børn Edvard, Edmund og Elizabeth blev alle født i Rouen.
York nåede til Frankrig i 1441 og rykkede hurtigt op ad Seinen mod Pontoise, som blev belejret af franskmændene. Selvom det ikke lykkedes York at bringe franskmændene til kamp, ledte han og Lord Talbot, det der ville være højdepunktet i Yorks militære karriere, et strålende felttog, der involverede adskillige flodovergange omkring Seinen og Oise og tvang franskmændene næsten helt tilbage til Paris' mure. I sidste ende var al Yorks indsats forgæves, for franskmændene indtog Pontoise ved et angreb i september 1441. Det var Yorks eneste militære handling under hans anden embede som kongens stedfortræder.
I 1442 fortsatte York med at holde fronterne i Normandiet. Han underskrev en traktat med Isabella, hertuginde af Burgund, i Dijon den 23. april 1443, som skabte en midlertidig våbenhvile mellem England og Burgund. Finansieringen af krigsindsatsen blev et stigende problem. Skønt han fik betalt sin livrente på 20.000 £ i 1441–2, modtog York ikke mere fra England før end i februar 1444.
Imidlertid satte Henrik 6. i 1443 den nyligt ophøjede hertug af Somerset, John Beaufort, i spidsen for en hær på 8.000 mand, der var beregnet til at komme Gascogne til undsætning. Dette fratog York meget tiltrængte mænd og ressourcer, hvor han kæmpede for at holde Normandiets grænser. Ikke kun det, men også vilkårene for Somersets udnævnelse kunne have fået York til at føle, at hans egen rolle som regent over hele Lancaster-Frankrig var blevet reduceret til guvernør af Normandiet. Det engelske etablissement i Normandiet udtrykte stærk modstand mod foranstaltningen, men delegationen, som York sendte af sted for at protestere mod beslutningen, var uden succes. Somersets felttog blev også en fornærmelse. Hans opførsel bragte England i strid med hertugerne i Bretagne og Alençon og afbrød Yorks forsøg (gennemført i løbet af 1442–43) på at involvere englænderne i en alliance med franske adelsmænd. Somersets hær opnåede intet og vendte til sidst tilbage til Normandiet, hvor Somerset døde i 1444. Det kan have været grunden til det had, som York nærede til Beaufort-familien, en vrede, der senere endte i borgerkrig.
Den engelske politik vendte nu tilbage til en forhandlingsfred (eller i det mindste en våbenhvile) med Frankrig, så resten af Yorks tid i Frankrig blev brugt på rutinemæssig administration og indenlandske anliggender. York mødte Margrete af Anjou, Henrik 6. tilsigtede brud den 18. marts 1445 i Pontoise.

## Rolle i politik inden 1450
York ser ud til at have holdt en lav profil i for engelsk politik før hans endelige tilbagevenden til England i 1445. Kong Henrik 6. ser ud til at have været tilbageholdende med at ansætte York, som ikke blev inviteret til det første kongelige råd efter regentskabets ende i november 1437.
York vendte tilbage til England den 20. oktober 1445 ved afslutningen af sin fem år lange udnævnelse i Frankrig. Han må have haft rimelige forventninger om genudnævnelse. Imidlertid havde han stiftet forbindelse med englænderne i Normandiet, som var imod Henrik 6.'s råds politik over for Frankrig, hvoraf nogle havde fulgt med ham til England (som sir William Oldhall og sir Andrew Ogard ). Den 24. december 1446 gik embedet som kongens stedfortræder til Edmund Beaufort, 2. hertug af Somerset, der havde fulgt sin bror John. I 1446 og 1447 deltog York i møderne i Henrik 6.'s råd og i parlamentet, men det meste af hans tid blev brugt på at administrere hans godser ved grænsen til Wales.
Yorks holdning til rådets overgivelse af den franske provins Maine til gengæld for en forlængelse af våbenhvilen med Frankrig og en fransk brud til Henrik må have bidraget til hans udnævnelse den 30. juli 1447 til kongens stedfortræder i Irland. På en vis måde var det en logisk udnævnelse, da Richard også var jarl af Ulster og havde betydelige godser i Irland, men det var også en bekvem måde at fjerne ham fra både England og Frankrig. Hans embedsperiode var bestemt til ti år og udelukkede ham som en mulighed til ethvert andet højt embede i denne periode.
Indenlandske forhold holdt ham i England indtil juni 1449, men da han til sidst rejste til Irland, var det med Cecily (som var gravid) og en hær på på omkring 600 mand. Det antyder, at der var planlagt et ophold en vis tid. Imidlertid besluttede York, idet han hævdede at mangle midler til at forsvare engelske besiddelser, at vende tilbage til England. Hans økonomiske frohold kan faktisk have været problematiske, da han i midten af 1440'erne skyldte kronen 38.666 £ (svarende til £ 31.6 mio. i nutidspenge) og indtægterne fra hans godser var faldende.

## Lederen oppositionen, 1450–1453
I 1450 resulterede de foregående ti års engelske kongelige regerings nederlag og fiaskoer i alvorlig politisk uro. I januar blev Adam Moleyns, Lord Privy Seal og biskop af Chichester, lynchet. I maj blev kongens hovedrådgiver, William de la Pole, 1. hertug af Suffolk, myrdet på vej i eksil. Underhuset krævede, at kongen tog mange af de ydelser af jord og penge, som han havde givet til sine favoritter, tilbage.
I juni gjorde Kent og Sussex oprør. Ledet af Jack Cade (som antog navnet Mortimer) overtog de kontrollen over London og dræbte James Fiennes, 1. baron Saye og Sele, Englands Lord High Treasurer. I august faldt de sidste byer under engelsk kontrol i Normandiet til franskmændene, og flygtninge strømmede tilbage til England.
Den 7. september landede York i Beaumaris, Anglesey. Efter at have undgået Henriks forsøg på at afskære ham og samle støtter, på sin vej, ankom York til London den 27. september. Efter et resultatløst (og muligvis voldeligt) møde med kongen fortsatte York med at rekruttere både i East Anglia og mod vest. Volden i London var så udbredt, at Somerset hjemme i England efter englændernes sammenbrud i Normandiet blev sat i Tower of London for sin egen sikkerhed. I december valgte parlamentet Yorks kammerherre, sir William Oldhall, som speaker.
Yorks offentlige holdning var som reformator, der krævede bedre regering og retsforfølgelse af de "forrædere", der havde mistet det nordlige Frankrig. At dømme efter hans senere handlinger kan der også have været et skjult motiv, ødelæggelsen af Somerset, som snart blev løsladt fra te Tower. Yorks mænd angreb hertugen af Somersets ejendomme og tjenestefolk, og Somerset skulle være hovedmål for angreb i parlamentet. York og hans allierede, hertugen af Norfolk, ankom til London i november med store og truende skarer af støtter. London-pøblen blev mobiliseret til at lægge pres på parlamentet. Skønt York fik et andet embede, nemlig som øverste dommer syd for Trent, manglede York stadig reel støtte uden for parlamentet og medlemmerne af hans eget følge. I april 1451 blev Somerset løsladt og udnævnt til kaptajn i Calais. Da en af Yorks rådgivere, Thomas Young parlamentsmedlem for Bristol, foreslog, at York blev anerkendt som tronarving, blev han smidt i Tower, og parlamentet blev opløst. Henrik 6. blev tilskyndet til lovligt sene reformer, som på en eller anden måde fik genoprettet den offentlige orden og forbedre de kongelige finanser. Frustreret over sin manglende politiske magt trak York sig tilbage til Ludlow.
I 1452 gjorde York endnu et magtforsøg, men ikke på selv at blive konge. Idet han forsikrede sin loyalitet, sigtede han efter at blive anerkendt som Henrik 6.'s tronarving (Henrik var barnløs efter syv års ægteskab), samtidig med at han også forsøgte at ødelægge hertugen af Somerset, som Henrik måske havde foretrukket som sin efterfølger frem for York, som en efterkommer af Beaufort-familien. Efter at have samlet mænd på marchen fra Ludlow satte York kurs mod London for at finde byens porte spærret for ham på Henriks ordre. I Dartford i Kent, med sin hær i mindretal, og støtten fra kun to adelsmænd (Earl of Devon og Lord Cobham) blev York tvunget til at nå til enighed med Henrik. Han fik lov til at forelægge sine klager over Somerset for kongen, men blev derefter ført til London og efter to ugers reelt husarrest blev han tvunget til at sværge sin troskab i St. Paul's Cathedral.

## Rigsprotektor, 1453-1455
I sommeren 1453 syntes York at have tabt sin magtkamp. Henrik påbegyndte en række juridiske rundrejser og straffede Yorks fæstere, der havde været sammen med York i Dartford. Dronningen, Margrete af Anjou, var gravid, og selv hvis hun endte med at abortere, sørgede ægteskabet mellem den nyligt adlede Edmund Tudor, 1. jarl af Richmond, og Margaret Beaufort for en alternativ tronfølge. I juli havde York mistet begge sine embeder, kongens stedfortræder i Irland og øverste dommer syd for Trent.
Derefter, i august 1453, blev Henrik 6. ramt af et et totalt mentalt sammenbrud, måske forårsaget af nyheden om nederlaget i Slaget ved Castillon i Gascogne, som endeligt fordrev de engelske styrker fra Frankrig. Han blev fuldstændig passiv, var ude af stand til at tale og måtte føres fra værelse til værelse. Rådet forsøgte at fortsætte, som om kongens sygdom ville være kort, men de måtte til sidst indse, at noget skulle gøres. I oktober blev der udsendt invitationer til et storrådsmøde, og selvom Somerset forsøgte at få ham udelukket, blev York (den fremmeste hertug i riget) inkluderet. Somersets frygt skulle vise sig at være velbegrundet, for i november blev han smidt i Tower.
Den 22. marts 1454 døde kardinal John Kemp, Lord Chancellor, hvilket gjorde det fortsatte styre i kongens navn forfatningsmæssigt umuligt. Henrik kunne ikke tilskyndes til at svare på ethvert forslag om, hvem der kunne erstatte Kemp. Trods Margrete af Anjous modstand blev York udnævnt til rigsforstander den 27. marts 1454.Yorks udnævnelse af sin svoger, Richard Neville, 5. jarl af Salisbury, som kansler var betydeligt. Henriks aktivitetsudbrud i 1453 havde set ham forsøge at dæmme op for den vold, der var forårsaget af forskellige strider mellem adelsfamilier. Disse strider polariserede sig gradvist omkring den langvarige strid mellem familierne Percy og Neville. Desværre for Henrik blev Somerset (og derfor kongen) identificeret med Percy-familiens. Dette kørte Neville-slægten i Yorks arme, og dermed fik York nu for første gang støtte blandt en del af adelen.

## Konfrontation og eftervirkning, 1455–1456
Ifølge historikeren Robin Storey : "Hvis Henriks sindssyge var en tragedie, var hans bedring en national katastrofe." Da han genvandt sin fornuft i januar 1455, brugte Henrik ingen tid på at omgøre Yorks handlinger. Somerset blev frigivet og vente tilbage i kongens gunst. York blev frataget embedet som kaptajn i Calais (som igen blev tildelt Somerset) og embedet som rigsforstander. Salisbury trak sig tilbage som kansler. York, Salisbury og Salisburys ældste søn, Richard Neville, 16. jarl af Warwick, følte sig truet, da et storrådsmøde blev indkaldt til at mødes den 21. maj i Leicester (væk fra Somersets fjender i London). York og hans Neville-forbindelser rekrutterede i nord og sandsynligvis langs den walisiske grænse. Da Somerset indså, hvad der skete, var der ikke tid til at rejse en stor styrke til at støtte kongen.
Så snart York havde ført sin hær syd for Leicester og dermed afskar ruten til storrådsmødet, stod det klart, at striden mellem ham og kongen omkring Somerset skulle løses med magt. Den 22. maj ankom kongen og Somerset til St Albans med en hastigt samlet og dårligt udrustet hær på omkring 2.000. York, Warwick og Salisbury var der allerede med en større og bedre udrustet hær. Mere vigtigt så havde i hvert fald nogen af deres soldater haft erfaring i de hyppige grænseskærmydsler med Kongeriget Skotland og det lejlighedsvis oprørske folk i Wales.
Det 1. slag ved St Albans, der fulgte, fortjener næppe betegnelsen et slag. Muligvis blev så få som 50 mand dræbt, men blandt dem var nogle af de fremtrædende ledere for Lancaster-fraktionen, såsom Somerset selv, Henry Percy, 2. jarl af Northumberland og Thomas Clifford, 8. baron de Clifford. York og Neville-jarlerne havde dermed formået at dræbe deres fjender, mens Yorks tilfangetagelse af kongen gav ham chancen for at genoptage den magt, han havde mistet i 1453. Det var vigtigt at holde Henrik i live, da hans død ikke ville have ført til, at York selv blev konge, men til formunderskabsstyret for Henriks toårige søn Edvard af Westminster. Da Yorks støtte blandt adelen var lille, ville han ikke være i stand til at dominere et formynderskab ledet af Margrete af Anjou.
I Yorks varetægt, vendte kongen tilbage til London med York og Salisbury ridende på hver side, og med Warwick med det kongelige sværd foran. Den 25. maj modtog Henrik kronen fra York i et tydeligt symbolsk magtopvisning. York gjorde sig til Rigskonstabel af England og udnævnte Warwick til kaptajn i Calais. Yorks position blev forstærket, da en del af adelen blev enige om at tilslutte sig hans styre, herunder Salisburys bror William Neville, Lord Fauconberg, der havde tjent under York i Frankrig.
I resten af sommeren holdt York kongen fanget, enten på Hertford Castle eller i London. Da parlamentet mødtes igen i november, var tronen tom, og det blev berettet, at kongen igen var syg. York genoptog embedet som rigsforstander. Selvom han måtte afgive det, da kongen kom sig i februar 1456, så det ud til, at Henrik denne gang var villig til at acceptere, at York og hans støtter spillede en vigtig rolle i landets regering.
Salisbury og Warwick fortsatte med at tjene som rådgivere, og Warwick blev bekræftet som kaptajn i Calais. I juni blev York selv sendt nordpå for at forsvare grænsen mod Jakob 2. af Skotlands truende invasion. Imidlertid kom kongen igen under en dominerende figurs kontrol, denne gang én, der var sværere at udskifte end Suffolk eller Somerset. I resten af hans regeringstid ville det være dronningen, Margrete af Anjou, der ville kontrollere kongen.

## Urolig fred, 1456–1459
Selvom Margrete af Anjou nu havde indtaget den plads, der tidligere havde været besat af Suffolk eller Somerset, var hendes stilling, i det mindste i begyndelsen, ikke så dominerende. York fik sit embede som kongens stedfortræder i Irland fornyet, og han fortsatte med at deltage i rådsmøder. I august 1456 flyttede hoffet imidlertid til Coventry, i hjertet af dronningens besiddelser. Hvordan York blev behandlet afhang nu af, hvor stærk dronningens synspunkter var. York blev betragtet med mistanke på tre fronter: Han truede den unge prins af Wales' arvefølge; han forhandlede tilsyneladende om ægteskabet mellem sin ældste søn Edvard og den burgundiske herskerslægt; og som tilhænger af Neville-familien bidrog han til den største årsag til uro i kongeriget: Percy-Neville-striden.
Her mistede Neville-familien terræn. Salisbury ophørte gradvist med at deltage i rådets møder. Da hans bror Robert Neville, biskop af Durham, døde i 1457, blev den nye biskop Laurence Booth. Booth var medlem af dronningens nærmeste kreds. Percy-familien blev vist større gunst både ved hoffet og i magtkampen ved den skotske grænse.
Henriks forsøg på forsoning mellem fraktionerne, hvis forhold var blevet forværret af drabene i St Albans, nåede deres højdepunkt med "Kærlighedsdagen" den 25. marts 1458. Imidlertid havde de pågældende stormænd tidligere forvandlet London til en væbnet lejr, og de offentlige udtryk for kærlighed syntes ikke at have varet længere end ceremonien.

## Borgerkrig bryder ud, 1459
I juni 1459 blev et storrådsmøde indkaldt til at mødes i Coventry. York, Neville-familien og nogle andre stormænd nægtede at møde op og frygtede, at de væbnede styrker, der havde fået befaling til at samles den foregående måned, var blevet indkaldt til at arrestere dem. I stedet rekrutterede York og Salisbury styrker fra deres højborge og mødtes med Warwick, som havde medbragt sine tropper fra Calais, i Worcester. Parlamentet blev indkaldt til at mødes i Coventry i november, men uden York og Neville-slægten. Dette kunne kun betyde, at de skulle beskyldes for forræderi.
York og hans tilhængere rejste deres hære, men de var oprindeligt spredt over hele landet. Salisbury slog et Lancaster-bagholdsangreb tilbage i Slaget ved Blore Heath den 23. september 1459, mens hans søn Warwick undgik en anden hær under ledelse af hertugen af Somerset, og bagefter sluttede de sig begge sammen med York. Den 11. oktober forsøgte York at bevæge sig sydpå, men blev tvunget til at tage mod Ludlow. Den 12. oktober, i Slaget ved Ludford Bridge, stod York endnu en gang over for Henrik ligesom han havde gjort i Dartford syv år tidligere. Warwicks tropper fra Calais nægtede at kæmpe, og oprørerne flygtede: York til Irland, Warwick, Salisbury og Yorks søn Edvard til Calais. Yorks hustru Cecily og deres to yngre sønner (Georg og Richard) blev taget til fange i Ludlow Castle og fængslet i Coventry.

## Skæbnehjulet (1459–1460)
Yorks flugt virkede til hans fordel. Han var stadig konges stedfortræder i Irland, og forsøg på at erstatte ham mislykkedes. Irlands parlament støttede ham og lovede både militær og økonomisk støtte. Warwicks (muligvis utilsigtede) tilbagevenden til Calais viste sig også heldig. Hans kontrol over Den Engelske Kanal betød, at pro-York propaganda, der understregede hans loyalitet over for kongen, mens den fordømte hans onde rådsmedlemmer, kunne spredes rundt i det Sydengland. Så stærk var York-fraktionens flådestyrke, at Warwick var i stand til at sejle til Irland i marts 1460, møde York og vende tilbage til Calais i maj. Warwicks kontrol over Calais skulle vise sig at have indflydelse på uldhandlerne i London.
I december 1459 blev York, Warwick og Salisbury frataget deres ære, liv og gods. Deres liv blev fortabte, og deres landbesiddelser vendte tilbage til kongen; deres arvinger blev frataget deres arv. Dette var den mest ekstreme straf, som et medlem af adelen kunne lide, og York var nu i samme situation som Henrik af Bolingbroke (den fremtidige kong Henrik 4.) i 1398. Kun en vellykket invasion af England kunne genoprette hans skæbne. I tilfælde af, at invasionen var vellykket, havde York tre muligheder: Bliv rigsforstander igen, fratag kongens søn hans arv, så York ville arve, eller gør krav på tronen til sig selv.
Den 26. juni landede Warwick og Salisbury ved Sandwich. Mændene i Kent gjorde oprør og sluttede sig til dem. London åbnede sine porte til Neville-jarlerne den 2. juli. De marcherede nordpå ind i Midlands, og den 10. juli besejrede de den kongens hær i Slaget ved Northampton (hjulpet af forræderi blandt kongens tropper) og tog Henrik til fange, og de bragte ham tilbage til London.
York forblev i Irland. Han satte ikke foden i England før den 9. september, og da han gjorde det, optrådte han som konge. Marcherede under sin tiptipoldefar på sin moders side, Lionel af Antwerpen, 1. hertug af Clarences våbenskjold, fremviste han et banner med Englands våbenskjold, da han nærmede sig London.
Et parlament, der blev indkaldt til at mødes den 7. oktober, ophævede al Coventry-parlamentets lovgivning fra året før. Den 10. oktober ankom York til London og rykkede ind i det kongelige palads. Da han kom ind i parlamentet med sit sværd båret oprejst foran sig, gik han hen til den tomme trone og lagde sin hånd på den, som om han ville sætte sig på den. Han kunne have forventet, at de tilstedeværende stormænd ville hylde ham som konge, som de havde hyldet Henrik af Bolingbroke i 1399. I stedet var der stilhed. Thomas Bourchier, ærkebiskoppen af Canterbury, spurgte, om han ville se kongen. York svarede: "Jeg kender ingen mennesker i dette rige, som ikke behøver at vente på mig, snarere end jeg på ham." Dette egenmægtige svar imponerede ikke stormændene.
Den næste dag fremførte Richard sit krav på kronen gennem arveret i korrekt form. Hans snævre støtte blandt stormændene førte imidlertid igen til fiasko. Efter ugers forhandling var det bedste, der kunne opnås, Act of Accord, hvor York og hans arvinger blev anerkendt som Henriks efterfølgere. Parlamentet gav imidlertid York ekstraordinære udøvende beføjelser til at beskytte riget og gjorde ham til prins af Wales (og jarl af Chester, hertug af Cornwall) og Englands rigsforstander den 31. oktober 1460. Med kongen effektivt i deres varetægt var York og Warwick de facto landets herskere.

## Sidste felttog og død
Mens dette skete, blev Lancaster-loyalisterne i Nordengland samlet og udrustet. Stående over for truslen om angreb fra Percy-familien og med Margrete af Anjous forsøg på at opnå støtte fra den nye konge af Skotland Jakob 3., drog York, Salisbury og Yorks næstældste søn Edmund, jarl af Rutland, nordpå den 2. december. De ankom til Yorks fæstning Sandal Castle den 21. december og fandt ud af, at situationen var dårlig og var ved at blive værre. Styrker loyale over for Henrik kontrollerede byen York, og det nærliggende Pontefract Castle var også i fjendtlige hænder. Lancaster-hæren blev ledet af nogle af Yorks uforsonlige fjender som Henry Beaufort, hertug af Somerset, Henry Percy, jarl af Northumberland og John Clifford, hvis fædre var blevet dræbt i slaget ved Saint Albans, og omfattede flere stormænd i nord, der var jaloux på Yorks og Salisburys rigdom og indflydelse i deroppe.
Den 30. december gjorde York og hans styrker et udfald fra Sandal Castle. Hvorfor de gjorde dette er ikke klare. Det menes enten at være et resultat af bedrag fra Lancaster-styrkerne eller forræderi fra stormænd i nord, som York fejlagtigt havde ment at være hans allierede, eller simpel ubesindighed fra Yorks side. Den større Lancaster-styrke tilintetgjorde Yorks hær i det efterfølgende Slag ved Wakefield. York blev dræbt i slaget. Hvordan han nøjagtigt mødte sin ende er blev berettet forskelligt: Han blev enten slået af hesten, såret og overvundet i kamp til døden eller taget fange, fik en hånende krone af siv på hovedet og derefter halshugget. Edmund af Rutland blev indhentet, da han forsøgte at flygte og blev henrettet, muligvis af Clifford som hævn for hans egen fars død i Det 1. slag ved St Albans. Salisbury undslap, men blev taget til fange og henrettet den følgende nat.
York blev begravet i Pontefract, men hans hoved blev sat på et spyd af den sejrende Lancaster-hær og sat op oven på Micklegate Bar i York iført en papirkrone. Hans jordiske rester blev senere flyttet til Church of St Mary and All Saints, Fotheringhay.

## Arv
Inden for få uger efter Richard of Yorks død blev hans ældste overlevende søn hyldet som kong Edvard 4. og etablerede endeligt Huset York på tronen efter en afgørende sejr over Lancaster-hæren i Slaget ved Towton. Efter en lejlighedsvis tumultarisk regeringstid døde han i 1483 og blev efterfulgt af sin tolvårige søn, Edvard 5., som efter 86 dage selv blev efterfulgt af sin onkel, Yorks yngste søn, Richard 3.
Richard af Yorks børnebørn inkluderede Edvard 5. og Elizabeth of York. Elizabeth giftede sig med Henrik 7., grundlæggeren af Tudor-dynastiet, og blev mor til Henrik 8., Margrete Tudor og Maria Tudor. Alle senere engelske monarker vil nedstamme fra Henrik 7. og Elizabeths linje og derfor fra Richard af York selv.
I litteraturen optræder Richard i Shakespeares Henrik den Sjette, del 1, i Henrik den Sjette, del 2 og i Henrik den Sjette, del 3.
Richard af York er på engelsk omdrejningspunktet i den populære huskeremse "Richard of York Gave Battle in Vain" for at huske farverne i en regnbue i rette rækkefølge (rød, orange, gul (yellow), grøn, blå, indigo, violet).

## Embeder
- Generalløjtnant og guvernør af Frankrig (8. maj 1436 – 16. juli 1437,[58] 2. juli 1440 – 29. september 1445)[21]
- Englands rigsforstander
- Kongens stedfortræder i Irland

## Børn
Hans tolv børn med Cecily Neville er:
1. Anne af York (10. august 1439 – 14. januar 1476). Gift med Henry Holland, 3. hertug af Exeter og Thomas St. Leger.
2. Henrik af York (10. februar 1441, Hatfield; døde ung).
3. Edvard 4. af England (28. april 1442 – 9. april 1483). Gift med Elizabeth Woodville.
4. Edmund, jarl af Rutland (17. maj 1443 – 30. december 1460).
5. Elizabeth af York (22. april 1444 – efter januar 1503). Gift med John de la Pole, 2. hertug af Suffolk (hans første ægteskab, senere annulleret, havde været med Lady Margaret Beaufort, da de begge var omkring 3 år gamle).
6. Margrete af York (3. maj 1446 – 23. november 1503). Gift med Karl den Dristige, hertug af Burgund .
7. Vilhelm af York (født 7. juli 1447, død ung).
8. Johan af York (født 7. november 1448, død ung).
9. Georg, hertug af Clarence (21. oktober 1449 – 18. februar 1478). Gift med Lady Isabel Neville. Forældre til Lady Margaret Pole, grevinde af Salisbury.
10. Thomas af York (født ca. 1451, død ung).
11. Richard 3. af England (2. oktober 1452 – 22. august 1485). Gift med Lady Anne Neville, søster til Lady Isabel, hertuginde af Clarence.
12. Ursula af York (født 22. juli 1455, død ung).

- Anne af York med sin mand Thomas St Leger
- Edvard 4.
- Elizabeth af York
- Margrete af York, hertuginde af Burgund
- Georg, hertug af Clarence
- Richard 3. af England

## Yderligere læsning
- Curtis, Edmund (1932). "Richard, Duke of York, as Viceroy of Ireland, 1447–1460; With Unpublished Materials for his Relations with Native Chiefs". Journal of the Royal Society of Antiquaries of Ireland. 7th series. 2 (2): 158-186. ISSN 0035-9106. JSTOR 25513645.
- Flaherty, W. (1876). The Annals of England. Oxford and London: James Parker and co.
- Gairdner, J. (1911). "York (House of)" .  I H. Chisholm (red.). Encyclopædia Britannica 11th ed. Vol. 28. Cambridge University Press..
- Griffiths, R.A. (1975). "Duke Richard of York's intentions in 1450 and the origins of the Wars of the Roses". Journal of Medieval History. 1 (2): 187-209. doi:10.1016/0304-4181(75)90023-8.
- Haigh, P. (1997). The Battle of Wakefield. Sutton Publishing. ISBN 978-0-7509-1342-3.
- Hilliam, David (17. juni 2004). Kings, Queens, Bones & Bastards (new revised udgave). The History Press. ISBN 978-0-7509-3553-1.
- Johnson, Paul A. (1981). The Political Career of Richard, Duke of York, to 1456 (PhD). University of Oxford. OCLC 556555037.
- Jones, Michael K. (1989). "Somerset, York and the Wars of the Roses". English Historical Review. 104 (411): 285-307. doi:10.1093/ehr/CIV.CCCCXI.285. JSTOR 571736.
- Kingsford, C. (1911). "York, Richard, Duke of (1411–1460)" .  I H. Chisholm (red.). Encyclopædia Britannica 11th ed. Vol. 28. Cambridge University Press..
- Lewis, Matthew (2016). Richard, Duke of York: King by Right. Stroud: Amberley Publishing (udgivet 15. april 2016). ISBN 978-1-4456-4744-9.
- Low, S.; Pulling, F., red. (1910). "York, Richard, Duke of". The Dictionary of English History. Cassell.
- Pugh, T.B. (1986). "Richard Plantagenet (1411–60), Duke of York, as the King's Lieutenant in France and Ireland".  I J.G. Rowe (red.). Aspects of Late Medieval Government and Society. University of Toronto Press. s. 107–141. ISBN 978-0-8020-5695-5.
- Pugh, T.B. (2001). "The Estates, Finances and Regal Aspirations of Richard Plantagenet (1411–1460), Duke of York".  I M.A. Hicks (red.). Revolution and Consumption in Late Medieval England. The Fifteenth Century. Vol. 2. Woodbridge: Boydell Press. s. 71-88. ISBN 978-0-85115-832-7.
- Watts, J.L. (1996). Henry VI and the Politics of Kingship. Cambridge University Press. ISBN 978-0-521-42039-6.
- Skabelon:Cite IrishBio
- Weir, A. (1996). The Wars of the Roses. First published in 1995 as Lancaster & York.{{cite book}}:  CS1-vedligeholdelse: postscript (link) (Webside ikke længere tilgængelig)